# Malibu Comics
Malibu Comics war ein US-amerikanischer Comicverlag. Gegründet wurde Malibu 1986 von Scott Mitchell Rosenberg, 1994 kaufte Marvel Comics den Verlag auf. Marvel veröffentlichte bis 1996 Malibu-Titel, stellte die Produktion neuen Malibu-Materials dann aber ein.

## Eternity Comics
Malibu begann 1986 Comics zu veröffentlichen, die erste Malibu-Serie war Ex-Mutants von David Lawrence und Ron Lim, die unter dem Label Eternity Comics erschien. Weitere frühe Eternity-Titel waren unter anderem Dave Cockrums Futurians, Brian Pulidos Evil Ernie, Dinosaurs for Hire, The Trouble with Girls, Adaptionen von Dracula, Robotech, Plan 9 from Outer Space, War of the Worlds und der amerikanischen Sitcom I Love Lucy. Auch die Vorlage des erfolgreichen Hollywoodfilms Men in Black erschien bei Malibu.

## Der Image-Deal
1992 waren einige berühmte Comiczeichner mit den beiden Großverlagen Marvel und DC unzufrieden. Rob Liefeld war der erste, der bei Dave Olbricht von Malibu anfragte, ob der Verlag eine Comicserie von Liefeld veröffentlichen würde. Olbricht akzeptierte auch Titel von Eric Larsen und Jim Valentino. Als sich diese drei und einige weitere Zeichner schließlich zu Image Comics zusammenschlossen, half Malibu im ersten Jahr des Bestehens des neuen Verlages bei Ankündigung, Druck und Versand der neuen Serien. Durch den großen Erfolg, den Image in den Anfangstagen hatte, verdiente auch Malibu sehr gut und hatte bald genügend Kapital, um ein eigenes Superheldenuniversum ins Leben zu rufen.

## Lizenzierte Serien und Bravura
Malibu veröffentlichte auch Comicadaptionen einiger erfolgreicher TV-, Roman- und Computerspielserien. Unter anderem erschienen Star-Trek-, Tarzan- und Mortal-Kombat-Comics bei Malibu. Bravura war ein Malibu-Label, unter dem Serien erschienen, deren Rechte bei den Autoren und Zeichnern verblieben. Bei Bravura erschienen unter anderem Jim Starlins Breed, Howard Chaykins Power and Glory und Marv Wolfmans The Man Called A-X.

## Ultraverse
Malibu holte eine Gruppe erfahrener Comicautoren, um beim Start des Universums zu helfen. Anstatt die Geschichte dieses Universums im Laufe der Zeit zu entwickeln, planten die Gründer des Ultraverse grundsätzliche Eigenschaften des Universums im Voraus. Mike W. Barr, Steve Englehart, Steve Gerber, James D. Hudnall, Gerard Jones, James Robinson und Len Strazewski schufen ihre Helden und Schurken vor einem Hintergrund, der von Science-Fiction-Autor Larry Niven entworfen wurde. Der Namen des Universums sollte ursprünglich Megaverse sein, doch ein Rechtsproblem mit Palladium Books zwang die Autoren zur Umbenennung in Ultraverse.
Vor dem Erscheinen der ersten Hefte des Ultraverse im Juni 1993 startete Malibu eine massive Werbekampagne. Neben klassischen Anzeigen in Comic-Magazinen und Comics wurden Plakate gedruckt und sogar Fernsehwerbung gemacht, etwas, das der Comicmarkt bisher noch nicht gesehen hatte. Als die ersten drei Ultraverse-Titel – Prime, Hardcase und The Strangers – erschienen, zahlte sich die Kampagne aus und die Serien verkauften sich ausgezeichnet.
Bald veröffentlichte Malibu rund 15 Ultraverse-Titel, darunter Exiles, Firearm, Freex, Night Man, Prototype, Sludge, Solitaire, The Solution, Warstrike und Wrath. Malibus Marketing blieb innovativ, so erschien James Robinsons Firearm #0 mit einem fünfunddreißigminütigen Video, das als Einleitung zum Comic diente. Auch ein Videospiel für das Sega Mega-CD zu Prime erschien. Malibu konnte Fanliebling Barry Windsor-Smith an Bord holen, um Rune zu schaffen, eine Serie um einen bösartigen Vampir.
1994 brach der US-amerikanische Comicmarkt ein, als Sammler erkannten, dass Comics doch keine Wertanlage waren und nicht jede Nr. 1 automatisch im Wert steigen musste. Auch Malibu war vom Rückgang der Verkäufe betroffen und der Verlag versuchte mit dem Break-Thru Crossover, das sich durch die meisten Ultraverse-Titel zog, gegenzusteuern. Dennoch waren die Absatzzahlen weiter rückläufig, und Malibu stellte Serien wie Hardcase und The Solution ein.

## Von Marvel aufgekauft
Im November 1994 kaufte Marvel Comics Malibu auf und machte den Verlag zu einem Teil seiner Marvel-West-Abteilung. Am wichtigsten für Marvel war Malibus Computer-Kolorierungs-Abteilung, deren Ergebnisse um Klassen besser aussahen als Marvels klassisch kolorierte Serien. Im Godwheel Crossover kam erstmals eine Marvel-Figur ins Ultraverse, der Donnergot Thor wurde vom Ultraverse-Schurken Lord Argus beschworen, dafür landete Rune im Marvel-Universum. Das startete einen Trend, der sich in immer neuen Gastauftritten von Marvel-Figuren in Ultraverse-Serien manifestierte. Diese Entscheidung erwies sich als Fehler, und als Marvel auch noch begann, die ursprünglichen Ultraverse-Schöpfer gegen hauseigene Autoren auszutauschen, wurde der Niedergang Malibus noch beschleunigt. Daran konnten auch eine Night-Man-Fernsehserie und eine Ultraforce-Zeichentrickserie nichts ändern.
Marvel fuhr fort, das Ultraverse nach eigenem Belieben umzubauen und den ursprünglichen Schöpfern sinnlose Änderungen aufzuzwingen. Fans reagierten auf die Änderungen negativ und die Serien verloren immer mehr Leser. Als Marvel 1996 bankrottging, wurden extreme Kosteneinsparungsmaßnahmen ergriffen: Neben der Einstellung aller lizenzierten Serien wurden auch die gesamten Ultraverse-Serien eingestellt und die Malibu-Belegschaft, abgesehen von der Kolorierungsabteilung, entlassen. Prime, Night Man und All New Exiles waren neben einigen One-Shots und Miniserien die letzten Malibu-Serien. Im Januar 1997 wurde noch Ultraverse: Future Shock veröffentlicht, der Abschluss des Ultraverse.

## Filmprojekte
Malibu-Gründer Rosenberg ist CEO von Platinum Studios, ein Unternehmen, das sich auf Filmadaptionen von Comics spezialisiert hat und in Zusammenarbeit mit Marvel versucht, auch Malibu-Figuren in Hollywood unterzubringen. Nach Men in Black und Men in Black 2 ist derzeit eine Prime-Filmadaption im Gespräch.

## Zukunft
2001 war kurzfristig ein Ultraverse-Revival im Gespräch, doch nach vielversprechenden Meldungen von Marvel und Steve Englehart verlief das Projekt im Sand. Die Rechte zu Malibus Titeln liegen nach wie vor bei Marvel, doch eine Wiederbelebung des Ultraverse ist derzeit nicht in Sicht.